# ホセ・グアダルーペ・ポサダ
ホセ・グアダルーペ・ポサダ（José Guadalupe Posada、1852年2月2日 - 1913年1月20日）は、メキシコの画家でイラストレーター。

## 生涯

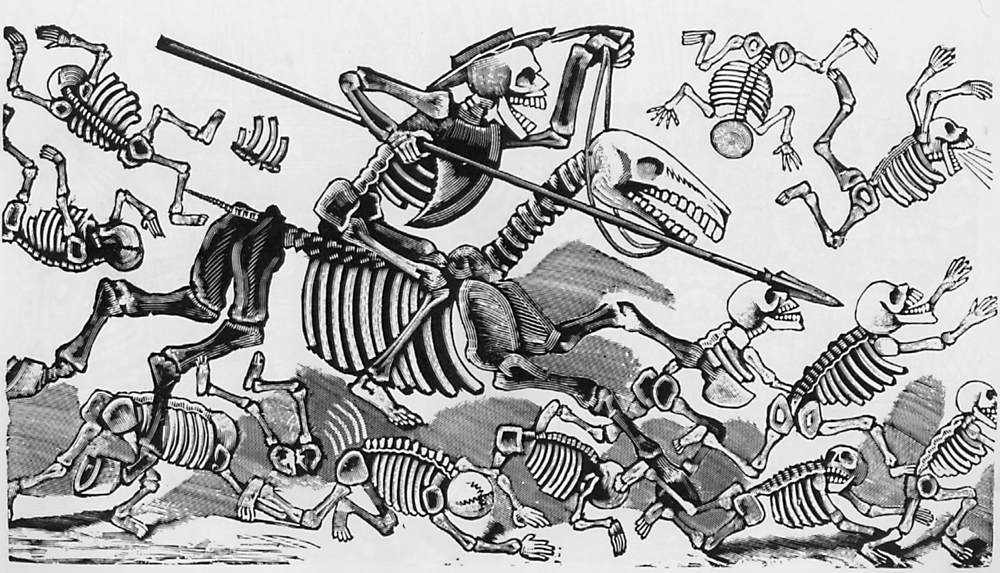
ホセ・グアダルーペ・ポサダ作品－ドン・キホーテ

1852年2月2日に、メキシコのアグアスカリエンテス（Aguascalientes）に生まれる。10代の若いときにトリニダッド・ペドローサ（Trinidad Pedrosa）のアトリエで働き、リトグラフや彫刻の技術を学ぶ。
1871年に、エル・ヒコテ（El Jicote）というアグアカリエンテスの新聞に政治漫画を書き始める。ポサダの政治漫画がその地域の有力政治家を怒らせたという理由で、エル・ヒコテが11紙で廃刊となる。その後すぐ、近くの都市のグアナフアト州のレオンに移る。1875年に政治漫画や広告ちらし等のイラストレーションの店を始める。「グアダルーペの聖母」など、歴史上の人物や伝説上の人物の絵も手がける。1883年、近くの中学校のリトグラフの非常勤講師となる。1888年のレオン付近を襲った大水害で、繁盛していたポサダの店は閉店となる。首都のメキシコシティに移り、そこでの最初の常勤としての仕事は、「パトリア・イルストラーダ」（Patria Ilustrada）での作画であった。アントニオ・バネガス・アロヨ（Antonio Vanegas Arroyo）経営の出版会社で、かなりの作品を発表した。生涯3万点の版画作品を残し、現在でも、インターネット上で、発売されている。
あまり裕福な生活を送っていたとはいいがたく、晩年は貧困の後、1913年1月20日に死去する。61歳であった。

## 作風およびその後の影響
ポサダの特に多くの作品に骸骨が登場する。「金持ちも貧乏人も死ねばみな骸骨」とのメッセージとされる。メキシコでの「死者の日」などの死者を祭る伝統と関連づけて考える人も多い。
また、風刺がこめられている。独裁者ポルフィリオ・ディアス時代の富裕層を皮肉ったとされる。貧困層の鬱憤を、版画製作で解消させたものといえる。
ポサダの死後、数年間忘れ去られていたが、1920年代、フランス人のジャン・シャルロ（Jean Charlot）がポサダの絵を紹介して有名となった。ホセ・クレメンテ・オロスコ（José Clemente Orozco）が、少年時代に近所のポサダのアトリエをたびたび訪ねたということで、強く影響されたことを認めている。ディエゴ・リベラ（Diego Rivera）にも影響を与えたとされている。

## 主な作品
- 着飾った婦人　La Catrina（カトリーナ）
- 骸骨の自転車乗り　（名古屋市美術館所蔵）

## 書籍
- 長谷川ニナ著・八木啓代編訳『ホセ・グァダルーペ・ポサダの時代　十九世紀メキシコ大衆印刷物と版元バネガス＝アロヨ工房』（上智大学出版、2023）ISBN 978-4324113295